# Union Verdadera
Union Verdadera (dt. wahre Einheit) ist das erste Studioalbum der deutschen Band Culcha Candela. Es erschien am 12. September 2004 bei Homeground Records unter exklusiver Lizenz an Universal.

## Texte und Stil
Im Gegensatz zu neueren Alben der Gruppe, die fast komplett auf Deutsch sind, sowie stark von elektronischen Beats und Auto-Tune geprägt und sich hauptsächlich dem Dancehall-Genre zuordnen lassen, beinhaltet dieses Album Einflüsse von Reggae, Salsa und Samba. Die Musik wurde fast ausschließlich live im Studio mit Instrumenten entweder von ihnen selbst oder von Gastmusikern eingespielt. Die Texte sind gleichmäßig verteilt auf Spanisch, Englisch oder Deutsch geschrieben. Während Itchybans Texte ausschließlich auf Deutsch verfasst sind, singen und rappen Mr. Reedoo und Johnny Strange sowohl auf Deutsch als auch auf Englisch (mit Patois-Einflüssen), Don Cali und Lafrotino auf Spanisch und Larsito sogar in allen drei Sprachen.
Auf dem Album gibt es sowohl Partylieder als auch Lieder über ernstere Themen wie Politik (Augen Auf, This Is A Warning) und Rassismus (Chant As One, No es igual).

## Titelliste
| #  | Titel                                   | Musik                             | Text                            | Sprache                     | Länge |
| -- | --------------------------------------- | --------------------------------- | ------------------------------- | --------------------------- | ----- |
| 1  | Union Verdadera                         | Culcha Candela                    | Culcha Candela                  | Spanisch, Englisch, Deutsch | 3:58  |
| 2  | In da City                              | David Vogt, Culcha Candela        | Culcha Candela, S. Müller-Lerch | Englisch, Deutsch           | 3:41  |
| 3  | Augen Auf                               | Kraans de Lutin, Farhad Samadzada | Kraans de Lutin, Culcha Candela | Deutsch, Englisch, Spanisch | 3:40  |
| 4  | Solarenergie                            | Culcha Candela                    | Culcha Candela                  | Deutsch, Spanisch           | 3:14  |
| 5  | Chant As One                            | Kraans de Lutin, Culcha Candela   | Culcha Candela, S. Müller-Lerch | Englisch, Deutsch           | 3:25  |
| 6  | Colombia                                | Kraans de Lutin, Culcha Candela   | Culcha Candela, S. Müller-Lerch | Spanisch                    | 4:02  |
| 7  | No es igual                             | Kraans de Lutin                   | Culcha Candela                  | Spanisch, Deutsch, Englisch | 3:57  |
| 8  | One Destination (Wir Wollen’s Schnella) | Culcha Candela                    | Culcha Candela                  | Deutsch                     | 3:38  |
| 9  | Homie                                   | Culcha Candela                    | Culcha Candela                  | Spanisch, Deutsch, Englisch | 3:32  |
| 10 | Tres Tristes Tigres                     | Farhad Samadzada                  | Culcha Candela                  | Englisch, Spanisch, Deutsch | 3:27  |
| 11 | Traumhaft                               | Culcha Candela                    | Culcha Candela                  | Deutsch, Spanisch           | 4:49  |
| 12 | Shotgun Lady                            | Culcha Candela                    | Culcha Candela                  | Englisch, Deutsch, Spanisch | 3:36  |
| 13 | Musica                                  | Culcha Candela                    | Culcha Candela                  | Deutsch, Spanisch           | 3:32  |
| 14 | This Is A Warning                       | Culcha Candela                    | Culcha Candela                  | Englisch, Spanisch, Deutsch | 3:22  |
| 15 | Back To Our Roots (inkl. Hidden Track)  | Culcha Candela                    | Culcha Candela                  | Englisch, Spanisch, Swahili | 5:20  |

## Chartplatzierungen
| Jahr | Titel Musiklabel                | Höchstplatzierung, Gesamtwochen, AuszeichnungChartplatzierungen (Jahr, Titel, Musiklabel, Platzierungen, Wochen, Auszeichnungen, Anmerkungen) | Höchstplatzierung, Gesamtwochen, AuszeichnungChartplatzierungen (Jahr, Titel, Musiklabel, Platzierungen, Wochen, Auszeichnungen, Anmerkungen) | Höchstplatzierung, Gesamtwochen, AuszeichnungChartplatzierungen (Jahr, Titel, Musiklabel, Platzierungen, Wochen, Auszeichnungen, Anmerkungen) | Anmerkungen                              |
| Jahr | Titel Musiklabel                | DE | AT | CH | Anmerkungen                              |
| ---- | ------------------------------- | --- | --- | --- | ---------------------------------------- |
| 2004 | Union Verdadera Universal Music | DE52 (1 Wo.)DE | — | — | Erstveröffentlichung: 20. September 2004 |

## Singles
| Jahr | Titel Album                | Höchstplatzierung, Gesamtwochen, AuszeichnungChartplatzierungen (Jahr, Titel, Album, Platzierungen, Wochen, Auszeichnungen, Anmerkungen) | Höchstplatzierung, Gesamtwochen, AuszeichnungChartplatzierungen (Jahr, Titel, Album, Platzierungen, Wochen, Auszeichnungen, Anmerkungen) | Höchstplatzierung, Gesamtwochen, AuszeichnungChartplatzierungen (Jahr, Titel, Album, Platzierungen, Wochen, Auszeichnungen, Anmerkungen) | Anmerkungen                           |
| Jahr | Titel Album                | DE | AT | CH | Anmerkungen                           |
| ---- | -------------------------- | --- | --- | --- | ------------------------------------- |
| 2004 | In da City Union Verdadera | DE65 (4 Wo.)DE | — | — | Erstveröffentlichung: 2. August 2004  |
| 2005 | Union Verdadera            | DE90 (2 Wo.)DE | — | — | Erstveröffentlichung: 10. Januar 2005 |